# بيت لوس
بيت لوس (بالإنجليزية: Pete Loos)‏ هو لاعب كرة قاعدة أمريكي، ولد في 23 مارس 1878 في فيلادلفيا في الولايات المتحدة، وتوفي في 23 فبراير 1956 في داربي في الولايات المتحدة.

## وصلات خارجية
- بيت لوس على موقعبيزبول رفرنس.كوم (الدوري الرئيسي) (الإنجليزية)
- بيت لوس على موقعبيزبول رفرنس.كوم (الدوري الثانوي) (الإنجليزية)